# Obernberger See
Obernberger See är en sjö i Österrike.   Den ligger i förbundslandet Tyrolen, i den västra delen av landet, 400 km väster om huvudstaden Wien. Obernberger See ligger 1 590 meter över havet. Den högsta punkten i närheten är Kleiner Tribulaun, 2 494 meter över havet, väster om Obernberger See.
Trakten runt Obernberger See består i huvudsak av skog och gräsmarker. Runt Obernberger See är det ganska tätbefolkat, med 90 invånare per kvadratkilometer.